# Hunter (cheval, 2011)
El Qlassico TT
Pour les articles homonymes, voir Hunter.
Hunter, également connu sous le nom de El Qlassico TT (né le 7 avril 2011) est un cheval hongre Selle suédois de robe baie, monté en saut d'obstacles par le cavalier irlandais Denis Lynch.

## Histoire
Hunter naît le 7 avril 2011, dans l'élevage de Karin Och Ove Råhnängen en Suède, sous le nom originel de El Qlassico TT,. Il appartient à la famille Bodin.
Il est monté en 2021 par la cavalière américaine Giavanna Rinaldi jusqu'à des hauteurs d'obstacles de 1,45 m, puis par le cavalier suédois Andre Brandt jusqu'à des hauteurs de 1,55 m. Ce dernier, qui l'a monté à partir de 2021, participe à son premier concours de saut international 5 étoiles (CSI5*) début mars 2023 à Göteborg en Suède, puis une quinzaine de jours plus tard au CSI5* du Saut Hermès, qui est leur première participation à ce niveau hors de la Suède.
L'Irlandais Denis Lynch récupère ce cheval à partir de juin 2023, et le mène au niveau international sur 1,60 m.

## Description

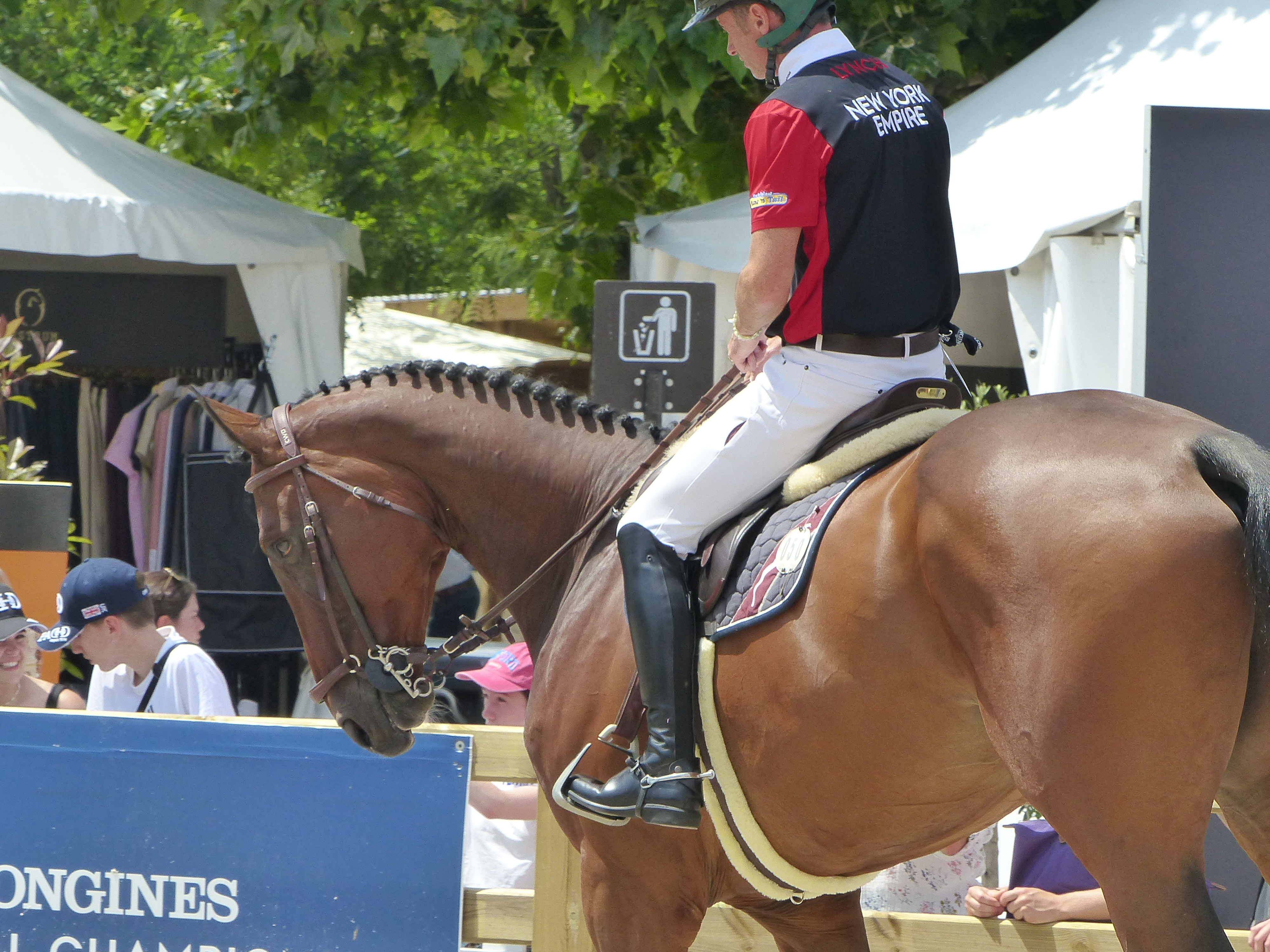
Hunter monté par Denis Lynch au Paris Eiffel Jumping de 2023.

Hunter est un cheval hongre de robe bai foncé, inscrit au stud-book du Selle suédois.

## Palmarès
En mars 2023, André Brandt est le seul cavalier à franchir la ligne d’arrivée de l'épreuve pour les jeunes au Saut Hermès en trente secondes, avec El Qlassico TT.
En juillet 2023, alors connu sous le nom de « Hunter », il remporte avec Lynch l'épreuve de vitesse à 1,50 m du CSI4* de Valkenswaard,. Son temps de 67,86 secondes est jugé « incroyable ».

## Origines
C'est un fils de l'étalon Quintender 2, sa mère El Amour étant une fille de l'étalon El Bundy,.